# LG Chem
LG Chem Ltd. ist ein südkoreanisches Chemieunternehmen der LG-Gruppe. Sie gehört zum größten Chemieunternehmen in Südkorea. Weltweit gesehen rangiert das Unternehmen auf Platz 7. Der Hauptsitz des 1947 gegründeten Unternehmens liegt in Seoul. Das Unternehmen beschäftigte 2020 weltweit 18.113 Mitarbeiter, der Jahresumsatz lag bei 30,1 Bio. Won.

## Geschichte
1947, zwei Jahre nach der Beendigung der japanischen Kolonialzeit, wurde das Kosmetikunternehmen Lucky Chemical Industrial Corporation gegründet. Wenige Jahre später erweiterte das Unternehmen sein Geschäftsfeld auf die Produktion von Kunstharzen. Ende 1950er wurde das Unternehmen Lucky Chemical Industries Co, Ltd. und kurz danach das Unternehmen Lucky Vinyl Ltd. gegründet. 1966 erfolgte die Umbenennung des Unternehmens in Lucky Chemical Industries Co, Ltd. Ab 1969 wurden Aktien des Unternehmens an der Korea Stock Exchange gehandelt. 1974 wurde das Unternehmen in Lucky Corporation umbenannt. In den 1970er und 1980er baute das Unternehmen mehrere Fabriken zur Herstellung von Kunststoffen sowie ein F&E-Zentrum.
1995 wurde das Unternehmen in LG Chem. Ltd. umbenannt. Das Unternehmen wuchs durch eigenes Wachstum sowie durch Zukäufe (z. B. Hindustan Polymers Ltd., Hyundai Petrochemicals) weiter. 2001 wurde ein Akkuforschungszentrum in den USA errichtet. 2007 wurde das Unternehmen mit LG Petrochemicals Co., Ltd. fusioniert. 2011 wurde das Unternehmen mit LG Polycarbonate fusioniert. 2014 übernahm das Unternehmen den US-amerikanischen Hersteller von Umkehrosmosemembranen NanoH2O. Ein Jahr später wurde das Unternehmen in LG Watersolutions umbenannt und operiert seitdem als Tochterunternehmen von LG Chem.
Anfang 2015 erwarb LG Chem den südkoreanischen Marktführer im Bereich der Düngemittelproduktion und die Nr. 2 im Bereich Saatgutproduktion Dongbu Farm Hannong. Im selben Jahr veräußerte LG Chem die Separatorfabrik in Ochang an das japanische Unternehmen Toray. Toray und das südkoreanische SK Innovation sind Mitbewerber im Separatormarkt. Der Marktführer ist das japanische Unternehmen Asahi Kasei, das durch die Übernahme von Polypore aus den USA seinen Marktanteil deutlich vergrößern konnte.
LG Chem wurde von GM zum Zulieferer des Jahres 2015 gekürt. 2016 fusionierte LG Chem mit der Pharmatochter der Gruppe LG Life Sciences. Dieser Schritt sollte dazu dienen den Wachstumsmarkt Biopharma-Geschäft zu stärken.
2017 errichtete das Unternehmen in Yeosu eine Produktionsstätte für Kohlenstoffnanoröhren. Die Jahreskapazität liegt am Anfang bei 100 Tonnen. Das Produkt wird vor allem für die Fertigung von Lithium-Ionen-Akkus benötigt. 2020 fand der Spin-off der Batteriesparte (LG Energy Solution) statt. Der Börsengang von LGES erfolgte am 27. Januar 2022.
Am frühen Morgen des 7. Mai 2020 trat in der Stadt Visakhapatnam infolge eines Betriebsunfalls in einer Chemiefabrik der LG Chem giftiges Styrol-Gas aus, was mindestens 13 Todesfälle und mehrere hundert Verletzte zur Folge hatte.

## Geschäftsbereiche
- Petrochemikalien

Diese Sparte bildet das Hauptgeschäft des Unternehmens. Sie stellt unter anderem Crackerprodukte (z. B. Ethylen, Propylen) aus Naphtha, Polyolefine, PVC, Weichmacher, ABS, Acrylsäure, Superabsorberpolymer (SAP), Polycarbonate, Synthesekautschuk und Spezialpolymere her. Weltweit gesehen ist LG Chem der fünftgrößter Acrylsäure- und viertgrößter SAP-Produzent. Die Basisrohstoffe- und Chemikaliensparte arbeitet sehr profitabel. Im ersten Quartal 2016 konnte die Sparte einen Nettogewinn von 338,1 Mrd. Won erwirtschaften. Andere Bereiche sind nicht so erfolgreich bzw. defizitär.
- Energielösungen

Diese Sparte stellt Akkus für IT-Produkte, mobile Haushaltsgeräte, verschiedene Typen von Elektrofahrzeugen sowie Energiespeichersysteme (ESS) her. LG Chem begann bereits 1992 mit der Forschung an Lithium-Ionen-Batterie. 1999 folgte die erste Massenproduktion von zylindrischen Lithium-Ionen-Zellen. 2009 startete das Unternehmen mit Massenproduktion von Traktionsakkus für Chevrolet Volt. 2020 wurde das eigenständige Spin-off LG Energy Solution (LGES) gegründet, dessen Gang an die Korea Exchange am 27. Januar 2022 der bis dahin größte Börsengang in Südkorea war und die LG-Tochter zu einem der höchstbewerteten Unternehmen des Landes machte.
- Moderne Werkstoffe

Die IT- und Elektronikmaterialien-Sparte ist zuständig für die Herstellung von Materialien für Optik und Elektronik und LCD-Glassubstrate. LG Chem ist nach eigenen Angaben der Weltmarktführer im Bereich der großflächigen Polarisatoren. Sie finden Verwendung in Flüssigkristallanzeigen, die wiederum in TVs, Monitoren, Laptops, Tablets und Smartphones verbaut werden.
Relativ neu ist LG Chem im Geschäft mit Umkehrosmosemembranen (RO-Membranen). Das Unternehmen übernahm 2014 den US-amerikanischen Membranhersteller NanoH2O Inc. und seit September 2015 produziert eine Fertigungslinie in Cheongju/Südkorea RO-Membranen für den Weltmarkt. Dort wurden bereits zirka 40.000 RO-Filtereinheiten produziert und in 19 Länder exportiert. Das Unternehmen plant eine zweite Fertigungslinie. Die drei Marktführer Nitto Denko (Japan), Toray (Japan), and Dow Chemical (USA) teilen 80 % des Weltmarkts unter sich auf. RO-Membranen werden vor allem für die Reinigung von Industriewasser und Hausabwasser sowie zur Trinkwassergewinnung aus dem Meerwasser benötigt.
Diese Sparte produziert außerdem organische Stoffe für OLEDs. Sie dienen als Displayeinheit in TVs, OLED-Lampen und Smartphones. Daneben produziert sie Elektrodenmaterial für die Akkus.
- Biowissenschaften

LG Chem versucht wie die anderen südkoreanischen Konglomerate wie Samsung-Gruppe (Samsung Biologics, Samsung Bioepis), SK-Gruppe (SK biotek, SK biopharmaceuticals) und Newcomer wie Celltrion am schnell wachsenden Bio-Pharmageschäft zu partizipieren.

## Belege
1. ↑  lgchem.com
2. ↑  LG Chem Überblick. LG Chem, abgerufen am 28. Dezember 2019.
3. 1 2  Über uns. LG Chem, abgerufen am 31. Dezember 2021.
4. ↑  Alexander H. Tullo: C&EN's Global Top 50 chemical firms for 2021. Chemical & Engineering News, 26. Juli 2021, abgerufen am 30. November 2021 (englisch).
5. ↑  History. LG Chem, abgerufen am 31. Mai 2016 (englisch).
6. ↑  LG Chemical Takes Over Hyundai Petrochemical, 23. November 2000.
7. ↑  Tom Freyberg: LG Water Solutions rebranding to lose NanoH2O from name. WaterWorld Magazine, 24. August 2015, abgerufen am 19. Juni 2016 (englisch).
8. ↑  Choi Sung-jin: LG Chem takes over nation's largest agro-material processor. The Korea Times, 9. Januar 2016, abgerufen am 19. Juni 2016 (englisch).
9. ↑  Japan's Toray to buy battery material plant from LG Chem. Nikkei Asian Review, 16. September 2015, abgerufen am 21. Juni 2016 (englisch).
10. ↑  James Ayre: LG Chem Named As A 2015 GM Supplier Of The Year. CleanTechnica, 15. März 2016, abgerufen am 31. Mai 2016 (englisch).
11. ↑  Kim Jee-hee: LG Chem merges with LG Life Sciences to focus on bio. Korea JoongAng Daily, 13. September 2016, abgerufen am 10. Februar 2017 (englisch).
12. ↑  Shin Ji-hye: LG Chem to up production of carbon nanotubes. The Korean Herald, 31. Januar 2017, abgerufen am 10. Februar 2017 (englisch).
13. ↑  Andhra Pradesh Bureau: Visakhapatnam gas leak live updates: Jagan announces Rs. 1 crore relief. In: The Hindu. 7. Mai 2020, ISSN 0971-751X (indisches Englisch, thehindu.com [abgerufen am 7. Mai 2020]).
14. ↑  Gas Leak Kills 13, Injures Hundreds in Visakhapatnam, Andhra Pradesh. In: The Weather Channel. Abgerufen am 8. Mai 2020 (amerikanisches Englisch).
15. ↑  Gas leak at LG Polymers plant in India leaves at least 13 people dead. In: www.cbsnews.com. Abgerufen am 8. Mai 2020 (amerikanisches Englisch).
16. ↑  The Vizag gas leak is the most recent of human disasters with the potential to change our lives forever. In: Business Insider. Abgerufen am 8. Mai 2020 (indisches Englisch).
17. ↑  Visakhapatnam gas leak live updates. In: The Hindu. 7. Mai 2020, abgerufen am 7. Mai 2020.
18. ↑  Jung Min-hee: LG Chem Expands Acrylic Acid and SAP Production Facilities. Business Korea, 20. August 2015, abgerufen am 31. Mai 2016 (englisch).
19. ↑  Kim Young-won: LG Chem’s Q1 net profit rises nearly 40 % on-year. Korean Herald, 21. April 2016, abgerufen am 31. Mai 2016 (englisch).
20. ↑  Schuld ist ein Brand bei LG Chem: Notebook-Hersteller kämpfen mit Akku-Engpass. In: computerwoche.de. 27. März 2008, abgerufen am 30. Januar 2025.
21. ↑  Przemyslaw Szymanski: LG Chem präsentiert die „Zukunft von Batterien“. In: computerbase.de. 8. Oktober 2013, abgerufen am 30. Januar 2025.
22. ↑  Nicolas La Rocco: LG Chem: Neuer Smartwatch-Akku mit 25 Prozent höherer Kapazität. In: computerbase.de. 29. Juni 2015, abgerufen am 30. Januar 2025.
23. ↑  Eric Walz: LG Energy Solution aims to double revenue, reduce reliance on EV segment. In: automotivedive.com. 9. Oktober 2024, abgerufen am 1. Februar 2025 (englisch).
24. ↑  LG Energy Solution debuts in South Korea’s biggest IPO In: aljazeera.com vom 27. Januar 2022
25. ↑  Chung Wook: LG Chem wins a large-scale desalination filter order in Oman. Pulsenews, 16. Juni 2016, abgerufen am 16. Juni 2016 (englisch).
26. ↑  Tesla Motors verhandelt mit LG Chem, Samsung und SK Innovation über Batterien. IT Times, 18. Mai 2016, abgerufen am 31. Mai 2016.